# Haïlji
Hailji es un escritor coreano moderno.

## Biografía
Hailji nació en 1955. Se graduó en Creación Literaria por la Universidad Jungang. Posteriormente fue profesor de bachillerato, hasta 1983, año en que marchó a Francia. En Francia cursó un máster en la Universidad de Poitiers, doctorándose finalmente en la Universidad de Limoges. Volvió a Corea en 1989. Su carrera como autor empezó con la publicación del controvertido El camino al hipódromo. Muchas de sus obras han sido adaptadas al cine o al teatro, razón por la cual se le considera autor que ha contribuido notablemente al desarrollo del cine moderno coreano.

## Obra
Su primer libro, El camino al hipódromo, le convirtió súbitamente en un autor afamado. Se trata de una novela, al menos parcialmente autobiográfica, que relata la vida de un intelectual coreano que acaba de regresar de Francia, describiendo para ello el desmoronamiento gradual del mundo (tanto interno como externo) del personaje enfrentado a una lucha con los hipócritas valores conservadores de la sociedad coreana.
En los siguientes tres años publicó cuatro novelas, de hecho es conocido por escribir solo novelas. Sus siguientes obras fueron En la intersección del hipodrómo, Por el hipódromo, El aliso del hipódromo y Lo que ocurrió en el hipódromo. Todas causaron gran impresión en el mundo literario coreano por su acercamiento único e innovador a las contradicciones de la vida. La valoración crítica de su obra varía de un extremo al otro, y Hailji quedó envuelto en una polémica entre críticos literarios conservadores y progresistas, conocida como la "Controversia del hipódromo". Sus siguientes obras se caracterizan por una atmósfera fantástica y le han asegurado una cantidad de ávidos admiradores.

## Ediciones en español
- La confesión (진술), ed. y trad. de Lee Hyekyung, Madrid, Verbum, 2011.

## Obras en coreano
- El camino al hipódromo (Gyeongmajang ganeun gil, 1990),
- En la intersección del hipódromo (Gyeongmajang-eun negeorieseo, 1991)
- Por el hipódromo (Gyeongmanjang-eul wihayeo, 1991)
- El aliso del hipódromo (Gyeongmajangeui orinamu, 1992)
- Lo que ocurrió en el hipódromo (Gyeongmajang-eseo saenggin il, 1993)
- Me preguntó si conocía a Jita (Geuneun naege jitareul anenyago muleotda, 1994)
- Una excusa peligrosa (Wiheomhan allibai, 1995)
- El pájaro (Sae, 1999)
- La confesión (Jinsul, 2000)